# 科卡科多-辛克莱水电站
科卡科多-辛克莱水电站（Coca Codo Sinclair Dam）是一座位于厄瓜多尔纳波省科卡河河道源頭的水电站，位于基多以东100公里的雷文塔多火山附近，是厄瓜多最大型的能源項目，佔該國電力的35%。水壩由中国水电工程顾问集团興建，耗資22.5億美元。
水電站於2016年11月全面運作，可發電1,500兆瓦。

## 水壩的資金

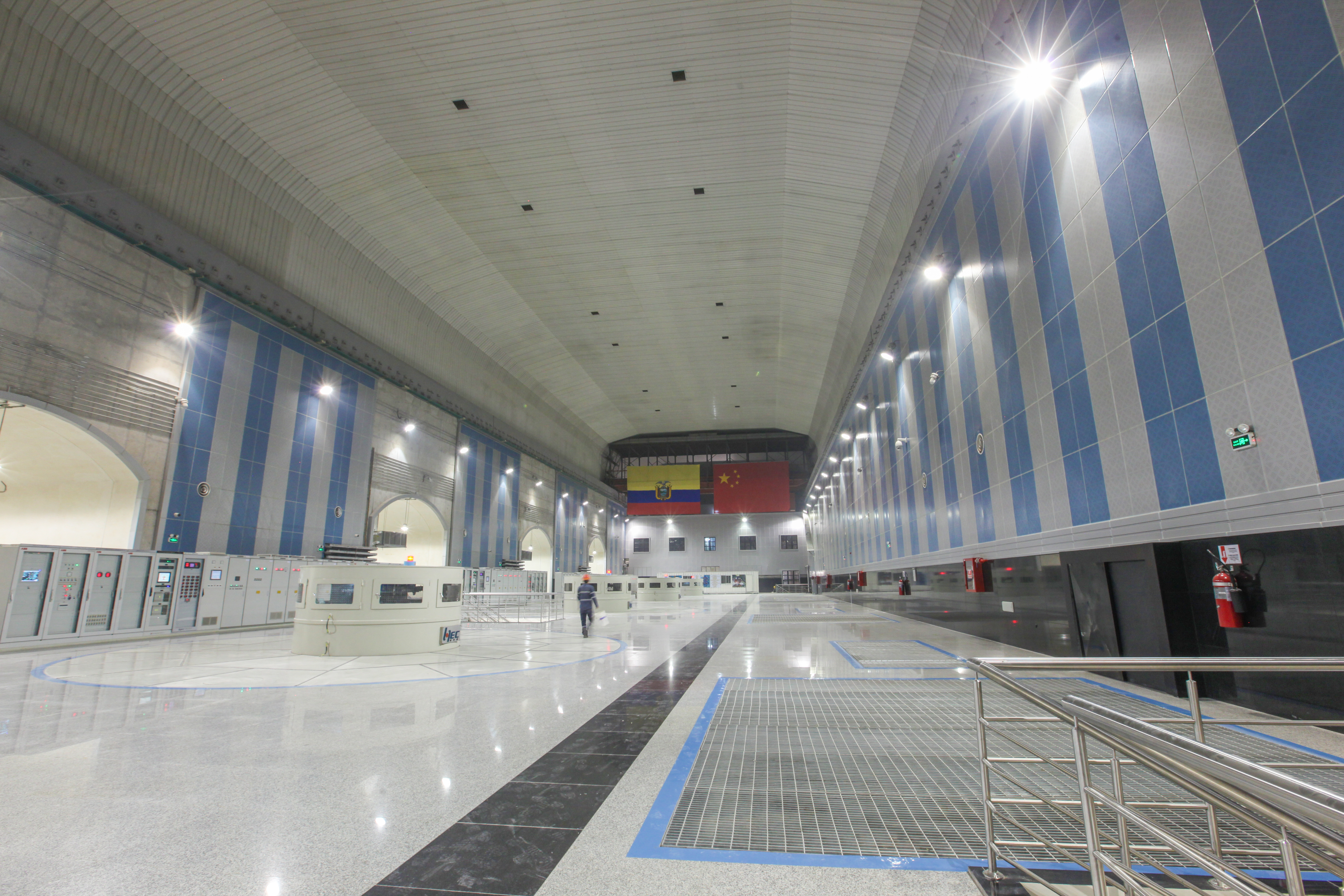
水電站內的厄瓜多爾和中國國旗

多年來，中國以貸款形式向厄瓜多爾提供了190億美元的貸款，用於建設“橋樑、公路、灌溉、學校、診所和六座水壩”以及科卡科多-辛克莱水电站。據《纽约时报》的一篇報導稱：厄瓜多爾通過向中國“打折”提供石油來償還對中國的債務，這意味著到了2018年中國保留了厄瓜多爾 80%的石油產量；中國進出口銀行為科卡科多-辛克莱水电站的大壩提供的貸款總額為17億美元，利率為7%，分期15年，僅利息一項就是每年1.25億美元。

## 建成後
2018年，7,648處大大小小的裂縫在發電機大堂及其周圍的建築物被發現。其實早於2014年就已發現建築物出現裂縫，但由於要進行全面調查會對發電廠的部分造成破壞，這使得調查在花費上得不償失。
大坝投入运行后，其水库对上游造成了侵蚀，而大坝释放的沉积物缺失的水又导致了下游的高侵蚀率，沿河管道失去基础后，很可能导致两起石油泄漏事件。下游侵蚀如果不加以控制，到2022年将破坏大坝和其他石油基础设施。此外，侵蚀还摧毁了厄瓜多尔最大的瀑布，并正在摧毁圣路易斯村。